# Anthony D. Williams, Jr.
Anthony D. Williams, Jr. (? - ?) was een Liberiaans staatsman. Hij was de zoon van Anthony D. Williams, Sr. (1799-1860), voormalig koloniaal agent van de American Colonization Society in het Gemenebest van Liberia (1836-1839) en vicepresident van Liberia (1850-1856).
Anthony junior was minister van Oorlog en Marine in verschillende regeringen namens de True Whig Party. In aanloop naar de verkiezingen van 1891 wilde hij zich voor die partij kandideren voor het presidentschap, maar uiteindelijk koos de conventie van de True Whig Party Joseph James Cheeseman als presidentskandidaat. Williams besloot daarop als kandidaat voor de New Republican Party mee te doen. De verkiezingen werden echter gewonnen door Cheeseman. Bij de verkiezingen van 1893, 1895, 1897 en 1899 was hij ook presidentskandidaat, maar moest het telkens afleggen tegen de kandidaat van de TWP.